# Барбажио (Барбађо)
Барбажио (фр. Barbaggio) насеље је и општина у Француској у региону Корзика, у департману Горња Корзика која припада префектури Бастија.
По подацима из 2011. године у општини је живело 237 становника, а густина насељености је износила 21,82 становника/km². Општина се простире на површини од 10,86 km². Налази се на средњој надморској висини од 300 метара (максималној 940 m, а минималној 7 m).

## Демографија
| 1962. | 1968. | 1975. | 1982. | 1990. | 1999. | 2011. |
| ----- | ----- | ----- | ----- | ----- | ----- | ----- |
| 69    | 73    | 75    | 78    | 111   | 164   | 237   |

График промене броја становника у току последњих година